# Championnat du Chili féminin de football 2021
Navigation
Édition précédente Édition suivante
Le Championnat du Chili féminin de football 2021 (Primera División de Fútbol Femenino 2021) est la vingt-deuxième saison du championnat chilien. Après la saison 2019-2020 interrompue par les manifestations dans le pays est organisé un tournoi de transition 2020 où aucune équipe n'a été reléguée.

## Organisation
Les seize équipes sont réparties en deux poules. Chaque équipe y affronte les autres membres deux fois (à domicile et à l'extérieur). À l'issue de cette phase, les quatre meilleures équipes de chaque poule rejoignent une phase à élimination directe au stade des quarts de finale. Les derniers de chaque poule sont relégués tandis que les avant-derniers s'affrontent dans un barrage pour le maintien. 

## Équipes engagées
| \| Santiago: Audax Italiano Colo-Colo Palestino Santiago Morning Universidad Católica Universidad de Chile Deportes Iquique Antofagasta La Serena Everton Santiago Wanderers Santiago Cobresal Fernández Vial Universidad de Concepción Deportes Temuco Deportes Puerto Montt \| Localisation des clubs engagés. |
| Santiago: Audax Italiano Colo-Colo Palestino Santiago Morning Universidad Católica Universidad de Chile Deportes Iquique Antofagasta La Serena Everton Santiago Wanderers Santiago Cobresal Fernández Vial Universidad de Concepción Deportes Temuco Deportes Puerto Montt                                       |

| Club                      | Région                            | Ville        | Classement au tournoi de transition 2020 |
| ------------------------- | --------------------------------- | ------------ | ---------------------------------------- |
| Deportes Antofagasta      | Antofagasta                       | Antofagasta  | 4e gr B                                  |
| Audax Italiano            | Région Métropolitaine de Santiago | La Florida   | 3e gr A                                  |
| Cobresal                  | O'Higgins                         | El Salvador  | 7e gr B                                  |
| Colo-Colo                 | Région Métropolitaine de Santiago | Macul        | Demi-finaliste (2e gr B)                 |
| Everton                   | Valparaíso                        | Viña del Mar | 6e gr A                                  |
| Fernández Vial            | Biobío                            | Concepción   | 6e gr B                                  |
| Deportes Iquique          | Tarapacá                          | Iquique      | 7e gr A                                  |
| Palestino                 | Région Métropolitaine de Santiago | La Cisterna  | Demi-finaliste (2e gr A)                 |
| Deportes Puerto Montt     | Région des Lacs                   | Puerto Montt | 5e gr A                                  |
| Santiago Morning          | Région Métropolitaine de Santiago | Recoleta     | Vainqueur (1er gr A)                     |
| Santiago Wanderers        | Valparaíso                        | Valparaíso   | 4e gr A                                  |
| Deportes La Serena        | Coquimbo                          | La Serena    | 8e gr B                                  |
| Deportes Temuco           | Araucanie                         | Temuco       | 8e gr A                                  |
| Universidad Católica      | Région Métropolitaine de Santiago | Las Condes   | 5e gr B                                  |
| Universidad de Chile      | Région Métropolitaine de Santiago | Ñuñoa        | Finaliste (1er gr B)                     |
| Universidad de Concepción | Biobío                            | Concepción   | 3e gr B                                  |

## Compétition

### Phase de poules
La première phase du tournoi débute le 1er mai 2021.
| Rang | Équipe                    | Pts | J  | G  | N | P  | Bp | Bc | Diff |
| ---- | ------------------------- | --- | -- | -- | - | -- | -- | -- | ---- |
| 1    | Santiago Morning T        | 37  | 14 | 12 | 1 | 1  | 72 | 8  | +64  |
| 2    | Colo-Colo                 | 37  | 14 | 12 | 1 | 1  | 62 | 9  | +53  |
| 3    | Fernández Vial            | 26  | 14 | 8  | 2 | 4  | 23 | 16 | +7   |
| 4    | Universidad de Concepción | 21  | 14 | 6  | 3 | 5  | 20 | 25 | -5   |
| 5    | Iquique                   | 13  | 14 | 5  | 1 | 8  | 21 | 38 | -17  |
| 6    | Puerto Montt              | 13  | 14 | 4  | 1 | 9  | 17 | 44 | -27  |
| 7    | La Serena                 | 8   | 14 | 2  | 2 | 10 | 12 | 51 | -39  |
| 8    | Santiago Wanderers        | 3   | 14 | 0  | 3 | 11 | 6  | 42 | -36  |

| Rang | Équipe               | Pts | J  | G  | N | P  | Bp | Bc | Diff |
| ---- | -------------------- | --- | -- | -- | - | -- | -- | -- | ---- |
| 1    | Universidad de Chile | 38  | 14 | 12 | 2 | 0  | 83 | 3  | +80  |
| 2    | Palestino            | 32  | 14 | 10 | 2 | 2  | 59 | 15 | +44  |
| 3    | Universidad Católica | 28  | 14 | 9  | 1 | 4  | 24 | 19 | +5   |
| 4    | Antofagasta          | 18  | 14 | 6  | 0 | 8  | 24 | 56 | -32  |
| 5    | Everton              | 17  | 14 | 5  | 2 | 7  | 28 | 35 | -7   |
| 6    | Audax Italiano       | 12  | 14 | 3  | 3 | 8  | 19 | 31 | -12  |
| 7    | Temuco               | 9   | 14 | 2  | 3 | 9  | 14 | 53 | -39  |
| 8    | Cobresal             | 7   | 14 | 2  | 1 | 11 | 12 | 53 | -41  |

Source

### Play-offs
|  | Quarts de finale          | Quarts de finale          | Quarts de finale          | Quarts de finale          |                      |                      | Demi-finales    | Demi-finales    | Demi-finales    | Demi-finales    |  |  | Finale     | Finale     | Finale     | Finale     |
|  |                           |                           |                           |                           |                      |                      |                 |                 |                 |                 |  |  |            |            |            |            |
|  | 26 septembre et 3 octobre | 26 septembre et 3 octobre | 26 septembre et 3 octobre | 26 septembre et 3 octobre |                      |                      | 9 et 16 octobre | 9 et 16 octobre | 9 et 16 octobre | 9 et 16 octobre |  |  | 8 décembre | 8 décembre | 8 décembre | 8 décembre |
|  | 26 septembre et 3 octobre | 26 septembre et 3 octobre | 26 septembre et 3 octobre | 26 septembre et 3 octobre |                      |                      | 9 et 16 octobre | 9 et 16 octobre | 9 et 16 octobre | 9 et 16 octobre |  |  | 8 décembre | 8 décembre | 8 décembre | 8 décembre |
|  | 1er A                     | Santiago Morning T        | 4                         | 10                        |                      |                      | 9 et 16 octobre | 9 et 16 octobre | 9 et 16 octobre | 9 et 16 octobre |  |  | 8 décembre | 8 décembre | 8 décembre | 8 décembre |
|  | 1er A                     | Santiago Morning T        | 4                         | 10                        |                      |                      | 9 et 16 octobre | 9 et 16 octobre | 9 et 16 octobre | 9 et 16 octobre |  |  | 8 décembre | 8 décembre | 8 décembre | 8 décembre |
|  | 4e B                      | Antofagasta               | 0                         | 0                         |                      |                      | 9 et 16 octobre | 9 et 16 octobre | 9 et 16 octobre | 9 et 16 octobre |  |  | 8 décembre | 8 décembre | 8 décembre | 8 décembre |
|  | 4e B                      | Antofagasta               | 0                         | 0                         | Santiago Morning T   | Santiago Morning T   | 3               | 2               |                 |                 |  |  | 8 décembre | 8 décembre | 8 décembre | 8 décembre |
|  | 25 septembre et 2 octobre |                           |                           |                           | Santiago Morning T   | Santiago Morning T   | 3               | 2               |                 |                 |  |  | 8 décembre | 8 décembre | 8 décembre | 8 décembre |
|  |                           |                           | Palestino                 | Palestino                 | 1                    | 1                    |                 |                 |                 |                 |  |  | 8 décembre | 8 décembre | 8 décembre | 8 décembre |
|  | 2e B                      | Palestino                 | Palestino                 | Palestino                 | 1                    | 1                    | 2               | 2               |                 |                 |  |  | 8 décembre | 8 décembre | 8 décembre | 8 décembre |
|  | 2e B                      | Palestino                 | 11 et 16 octobre          |                           |                      |                      | 2               | 2               |                 |                 |  |  | 8 décembre | 8 décembre | 8 décembre | 8 décembre |
|  | 3e A                      | Fernández Vial            | 0                         | 0                         |                      |                      |                 |                 |                 |                 |  |  | 8 décembre | 8 décembre | 8 décembre | 8 décembre |
|  | 3e A                      | Fernández Vial            | 0                         | 0                         | Santiago Morning     | Santiago Morning     | 0               | 0               |                 |                 |  |  |            |            |            |            |
|  | 26 septembre et 2 octobre |                           |                           |                           | Santiago Morning     | Santiago Morning     | 0               | 0               |                 |                 |  |  |            |            |            |            |
|  |                           |                           | Universidad de Chile      | Universidad de Chile      | 2                    | 2                    |                 |                 |                 |                 |  |  |            |            |            |            |
|  | 1er B                     | Universidad de Chile      | Universidad de Chile      | Universidad de Chile      | 2                    | 2                    | 2               | 5               |                 |                 |  |  |            |            |            |            |
|  | 1er B                     | Universidad de Chile      |                           |                           |                      |                      |                 |                 |                 |                 |  |  |            |            |            |            |
|  | 4e A                      | Universidad de Concepción | 0                         | 0                         |                      |                      |                 |                 |                 |                 |  |  |            |            |            |            |
|  | 4e A                      | Universidad de Concepción | 0                         | 0                         | Universidad de Chile | Universidad de Chile | 2               | 2               |                 |                 |  |  |            |            |            |            |
|  | 25 septembre et 2 octobre |                           |                           |                           | Universidad de Chile | Universidad de Chile | 2               | 2               |                 |                 |  |  |            |            |            |            |
|  |                           |                           | Colo-Colo                 | Colo-Colo                 | 0                    | 1                    |                 |                 |                 |                 |  |  |            |            |            |            |
|  | 2e A                      | Colo-Colo                 | Colo-Colo                 | Colo-Colo                 | 0                    | 1                    | 5               | 4               |                 |                 |  |  |            |            |            |            |
|  | 2e A                      | Colo-Colo                 |                           |                           |                      |                      |                 | 4               |                 |                 |  |  |            |            |            |            |
|  | 3e B                      | Universidad Católica      | 0                         | 0                         |                      |                      |                 |                 |                 |                 |  |  |            |            |            |            |
|  | 3e B                      | Universidad Católica      | 0                         | 0                         |                      |                      |                 |                 |                 |                 |  |  |            |            |            |            |
|  |                           |                           |                           |                           |                      |                      |                 |                 |                 |                 |  |  |            |            |            |            |

### Barrages pour le maintien
|  | Barrage                   |   |   |
|  |                           |   |   |
|  | 25 septembre et 3 octobre |   |   |
|  |                           |   |   |
|  | La Serena                 | 2 | 0 |
|  | La Serena                 | 2 | 0 |
|  | Temuco                    | 1 | 0 |
|  | Temuco                    | 1 | 0 |

## Statistiques individuelles

### Meilleures buteuses
| Rg | Joueuse          | Club                 | Buts |
| -- | ---------------- | -------------------- | ---- |
| 1. | Karen Araya      | Santiago Morning     | 23   |
| 2. | Javiera Grez     | Colo-Colo            | 22   |
| 3. | Yenny Acuña      | Santiago Morning     | 17   |
| 3. | Sonya Keefe (es) | Universidad de Chile | 17   |
| 5. | Yessenia López   | Universidad de Chile | 16   |

Source.

## Bilan de la saison
| Championnat du Chili féminin de football 2021        |                                    |
| Champion                                             | Universidad de Chile               |
| Qualifications continentales                         |                                    |
| Copa Libertadores féminine 2022                      | Universidad de Chile               |
| Promotions et relégations                            |                                    |
| Promus en Championnat du Chili féminin de football   |                                    |
| Relégués en Championnat du Chili féminin de football | Temuco Santiago Wanderers Cobresal |